# Seaquest DSV
Seaquest DSV är en amerikansk science fiction-TV-serie skapad av Rockne S. O'Bannon. Serien utspelar sig i en nära framtid på ubåten Seaquest DSV 4600. Sista säsongen hette serien Seaquest 2032.

## Roller
- Nathan Hale Bridger - Roy Scheider
- Lucas Wolenczak - Jonathan Brandis
- Kristin Westphalen - Stephanie Beacham
- Katherine Hitchcock - Stacy Haiduk
- Jonathan Ford - Don Franklin
- Benjamin Krieg - John D'Aquino
- Manilow Crocker - Royce D. Applegate
- Tim O'Neill - Ted Raimi
- Miguel Ortiz - Marco Sanchez
- Wendy Smith - Rosalind Allen
- Lenore Ellen "Lonnie" Henderson - Kathy Evison
- James Brody - Edward Kerr
- Dagwood - Peter DeLuise
- Anthony Piccolo - Michael DeLuise
- Oliver Hudson - Michael Ironside
- J.J. Fredericks - Elise Neal

### Fotnoter
1. ↑  Margulies, Lee (15 september 1993). ”Spielberg's 'seaQuest DSV' Sails to Sunday-Night Win”. The Los Angeles Times. https://www.latimes.com/archives/la-xpm-1993-09-15-ca-35411-story.html.